# Burg Blutsberg
Die Burg Blutsberg ist eine abgegangene Höhenburg auf dem 715 m ü. NN hohen Blutsberg bei Altmannshofen, einem Ortsteil der Gemeinde Aichstetten im Landkreis Ravensburg (Baden-Württemberg).
Die Burg befand sich unweit der Rochuskapelle am Blutsberg. Die Bauherren der Burg sind unbekannt, möglicherweise waren es die Herren von Altmannshofen. Sie wurden 1201 erstmals erwähnt und waren Marschälle unter anderem der Staufer.
Von der ehemaligen Burganlage in Spornlage sind noch drei Gräben und Wallreste erhalten.